# Syria
Syria – Archéologie, art et histoire, anciennement Revue d’art oriental et d’archéologie, est une revue pluridisciplinaire et plurilingue consacrée au Proche-Orient sémitique, publiée par l’Institut français du Proche-Orient. La revue paraît depuis 1920 sans interruption.